# La Florida
La Florida ist eine Gemeinde der Región Metropolitana de Santiago mit 366.916 Einwohnern (2017).

## Profil
La Florida liegt im Südosten von Santiago in der Metropolregion Santiago. Es handelt sich um ein Wohngebiet und seine Einwohner gehören größtenteils zu einer neuen Mittel- bis oberen Mittelschicht. Sie gehört zu den am höchsten entwickelten chilenischen Gemeinden in Bezug auf den Index der menschlichen Entwicklung.

## Demografie
Laut der Volkszählung 2017 lebten in der Gemeinde La Florida 366.916 Personen. Davon waren 175.693 Männer und 191.223 Frauen, womit es einen leichten Frauenüberschuss gab.

## Persönlichkeiten
- Vicente Orlando Droguett Torrealba (* 2000), Beachvolleyballspieler